# Muzyki moc
Muzyki moc – piosenka z 2010, skomponowana przez Marka Kościkiewicza z okazji 10-lecia stacji Viva Polska. Została wydana 29 stycznia 2010 nakładem wytwórni płytowej Magic Records na składance pt. Viva 10 lat. Utwór pod zbiorową nazwą „Viva i Przyjaciele” wykonali: Ania Wyszkoni, Doda, Doniu, Ewa Farna, Gosia Andrzejewicz, Kasia Cerekwicka, Kasia Wilk, Liber, Piotr Kupicha, Sasha Strunin, Stachursky i Sylwia Grzeszczak. Po raz pierwszy zaprezentowano go na żywo podczas gali rozdania nagród Viva Comet Awards 25 lutego 2010. Dochód ze sprzedaży singla został przeznaczony na rzecz Fundacji Mam Marzenie spełniającej marzenia ciężko chorych dzieci.
Do piosenki zrealizowano dwa teledyski: pierwsza wersja ukazała się w styczniu 2010, gdzie wystąpili prezenterzy oraz ludzie współpracujący ze stacją Viva Polska, a druga w marcu tego samego roku, gdzie wystąpiło dwunastu artystów wykonujących piosenkę. Istnieje również wersja making-of, która także była pokazywana na antenie Viva Polska. Klip otrzymał nagrodę Viva Comet 2011 w kategorii Najlepsze na VIVA-TV.pl oraz był jednym z biorących udział w selekcji polskiego reprezentanta w konkursie OGAE Video Contest 2011

## Notowanie
| Kraj   | Lista (2010)        | Najwyższa pozycja na liście |
| ------ | ------------------- | --------------------------- |
| Polska | ZPAV (AirPlay – TV) | 2                           |

## Nagrody i nominacje
| Rok  | Konkurs                 | Kategoria                                                    | Rezultat  |
| ---- | ----------------------- | ------------------------------------------------------------ | --------- |
| 2011 | Viva Comet 2011         | Najlepsze na VIVA-TV.pl                                      | Wygrana   |
| 2011 | OGAE Video Contest 2011 | Udział z utworem w polskich eliminacjach do konkursu „Video” | Nominacja |